# صفحه میان‌کوهی
صفحه میان‌کوهی (انگلیسی: Intermontane plate) یکی از صفحه‌های زمین‌ساختی اقیانوسی باستانی بود که حدود ۱۹۵ میلیون سال پیش در ساحل غربی آمریکای شمالی قرار داشت. صفحه میان‌کوهی توسط زنجیره‌ای از جزایر آتشفشانی به نام جزایر میان‌کوهی احاطه شده بود که از دوره تریاس، حدود ۲۴۵ میلیون سال پیش، به عنوان یک زنجیره آتشفشانی در اقیانوس آرام شکل گرفته بودند. این فعالیت آتشفشانی نشان‌دهنده وجود یک ناحیه فرورانش دیگر است. در زیر لبه دور صفحه ریزقاره‌ای میان‌کوهی، صفحه دیگری به نام صفحه آبخستی در حال فرورانش بود. این آرایش با دو ناحیه فرورانش موازی بسیار نادر است. فیلیپین امروزی، که بر روی کمربند متحرک فیلیپین قرار دارد، یکی از معدود مکان‌های زمین است که امروزه ناحیه‌های فرورانش دوقلو در آن وجود دارد. زمین‌شناسان اقیانوس میان جزایر میان‌کوهی و آمریکای شمالی را اقیانوس کوه لغزان می‌نامند. این نام از زمینگان کوه لغزان گرفته شده است، منطقه‌ای که از سنگ‌های کف این اقیانوس باستانی تشکیل شده است.

## برخورد جزایر میان‌کوهی
در طی دوره ژوراسیک اولیه، جزایر میان‌کوهی و منطقه شمال غربی آرام به هم نزدیک‌تر شدند، زیرا قاره به سمت غرب حرکت کرد و صفحه ریزقاره‌ای میان‌کوهی فرورانش یافت. بر روی قاره، فرورانش یک قوس آتشفشانی جدید را ایجاد کرد که بار دیگر سنگ‌های نوع گرانیت را به درون رسوبات باستانی قاره‌ای وارد کرد. در نهایت، حدود ۱۸۰ میلیون سال پیش در میانه دوره ژوراسیک، آخرین بخش از صفحه ریزقاره‌ای فرورانش یافت و جزایر میان‌کوهی با شمال غربی اقیانوس آرام برخورد کردند.
جزایر میان‌کوهی برای فرورانش به زیر قاره بسیار بزرگ بودند. ناحیه فرورانش صفحه میان‌کوهی متوقف شد و قوس آتشفشانی آن پایان یافت. با الحاق کمربند میان‌کوهی به لبه قاره، ناحیه فرورانش صفحه آبخستی به ناحیه فرورانش فعال در امتداد لبه قاره تبدیل شد.